# Església de La nostra Senyora de l'Esperança (Calanda)

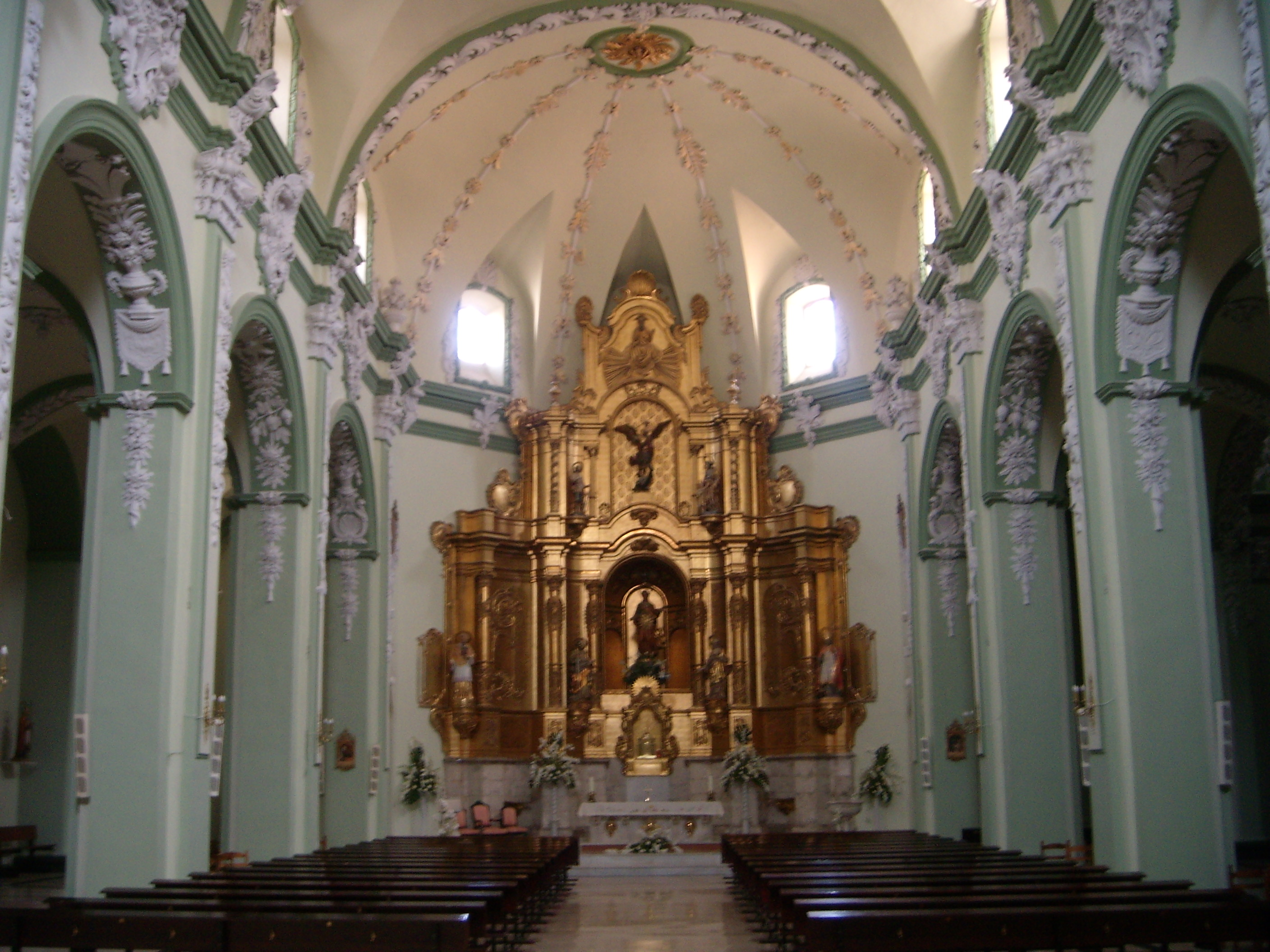
Nau central de l'Església de La nostra Senyora de l'Esperança.

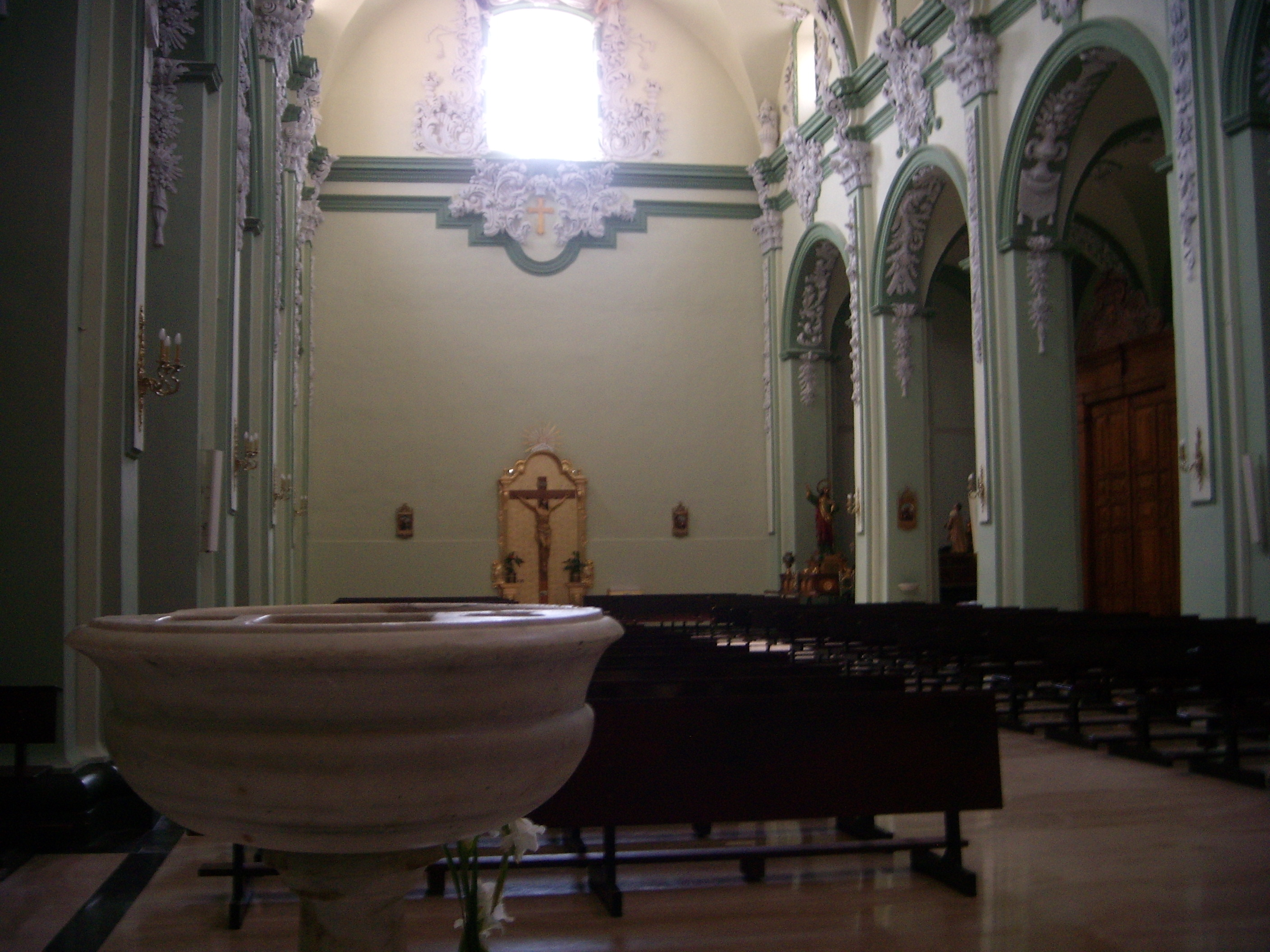
Vista interior des de l'altar major de l'Església de La nostra Senyora de l'Esperança, amb la pila bautismal en primer terme.

L'Església de La nostra Senyora de l'Esperança de Calanda és una construcció del segle xviii, d'estil neoclàssic, que consta de tres naus (elevant-se la central sobre les laterals), creuer no acusat en planta i capçalera recta. Està dedicada a la Verge de l'Esperança.

## Història
L'edifici primigeni era una petita església que va servir des de finals del segle xiii fins a 1462, any en el qual Pedro Vacca, senyor de la vila, la va reconstruir i va ampliar, pertanyent a l'Orde de Calatrava. No obstant això, amb la conversió dels moros en 1525, l'edifici acabaria per quedar-se petit.
Seguint les informacions subministrades per Mosén Vicente Allanegui, la primera pedra del que seria l'edifici actual va ser col·locada el 23 de novembre de 1643, dia de Sant Clement papa. L'obra es va acabar en 1651, i es va construir tota amb fusta de les muntanyes de Calanda, encara que la seva vida va ser efímera en amenaçar ruïna en 1720, traslladant-se la parròquia al Temple del Pilar; sobre aquesta base vindrien les posteriors modificacions que donarien forma a l'edifici actual. L'obra va costar més de 100.000 reals de plata.
Tal com explica el pare Manuel García Miralles, va anar l'interès dels habitants de Calanda el que va possibilitar en bona part aquest gran treball col·lectiu, sobretot en el que a decoració interior es refereix, començant pel gran altar major, de considerable interès escultòric: 
"Enfervorits de fervor religiós els calandins, a les seves expenses es van ser col·locant el retaule de l'altar major, de tres cossos, daurat, el mateix que el tabernacle, amb ornat de columnes i estàtues. En la seua fornícula central estava la imatge de La nostra Senyora de l'Esperança, titular de la parròquia, i en el cimer la de Sant Miquel, cotitular. En els seus laterals les de Sant Pere i Sant Pau, els quatre evangelistes, Sant Lleonci i Sant Nicolau, bisbes".
L'edifici sofriria grans pèrdues durant la Guerra Civil Espanyola, sent destruïts els seus retaules en 1936.
El que avui pot veure's de l'edifici no és sinó una ombra de la seva passada esplendor.